# Big Heroine Space Girl Legend Shawtis - 1
Big Heroine Space Girl Legend Shawtis - 1 (巨大ヒロイン（R）宇宙少女伝説　シャウティス - 1) es una película japonesa, del 23 de octubre de 2009, producida por Zen Pictures. Es una película del género tokusatsu, de acción y aventuras, con artes marciales, dirigido por Motoharu Takauji, y protagonizada por Airi Yamamoto y Airi Nagasaku. La película posee una segunda parte, Big Heroine Space Girl Legend Shawtis - 2
El idioma es en japonés, pero también está disponible con subtítulos en inglés, en DVD o descargable por internet.

## Argumento
Yuu Minami es una chica de tercer grado en el instituto de secundaria, y dirige un club de estudiantes misterioso llamado "Club de investigación científica ideológicamente espacial".
Todos los días, Yuu piensa sobre el espacio a solas con un chico de su clase llamado Shou. Antes del verano, el club se va a abolir, así que los del club, como última tarea, planean ir al mar a realizar una investigación sobre aliens. Van al mar no de forma aleatoria, pues Yuu fue abducida por aliens en su niñez. De pronto, un misterioso estudiante llamado AN aparece. Le piden formar parte del club de investigación, y Yuu le acepta aunque le acaba de conocer porque ve en él algo especial.
Yuu investiga con una máquina de detectar aliens, pero no consigue ningún resultado. Entonces, AN se coloca frente a ella y le dice que donde hay que investigar es en el interior de su cuerpo. De repente, un equipo de fuerzas especiales aparece para coger a Yuu y examinarla. Yuu es llevada a una base científica. Tras dejarla inconsciente, Yuu recupera la consciencia para darse cuenta de que ahora es una chica gigante que sobrepasa la altura de los edificios. Yuu será la heroína Shawtis, que tendrá que luchar contra monstruos gigantescos espaciales.